# Венсан, Жоффруа
Жоффруа́ Венса́н (фр. Joffrey Vincent; род. 9 октября 1990) — французский кёрлингист.

## Достижения
- Первенство Европы по кёрлингу среди юниоров: серебро (2010), бронза (2008, 2009).
- Чемпионат Франции по кёрлингу среди юниоров: золото (2007, 2008, 2009).[1]

## Команды
| Сезон   | Четвёртый      | Третий            | Второй            | Первый            | Запасной                                        | Турниры             |
| ------- | -------------- | ----------------- | ----------------- | ----------------- | ----------------------------------------------- | ------------------- |
| 2005—06 | Роман Борини   | Alexandre Ceriovi | Гийом Венсан      | Жоффруа Венсан    | Damien Bertoluzzi тренер: Marc Lerave-Alexandre | ПЕЮ 2006 (9 место)  |
| 2007—08 | Жоффруа Венсан | Гийом Венсан      | Родольф Венсан    | Фредерик Буттуден | Antoine Chambel тренер: Патрик Филипп           | ПЕЮ 2008            |
| 2008—09 | Жоффруа Венсан | Гийом Венсан      | Родольф Венсан    | Фредерик Буттуден | Antoine Chambel тренер: Marc Lerave-Alexandre   | ПЕЮ 2009            |
| 2009—10 | Жоффруа Венсан | Гийом Венсан      | Родольф Венсан    | Фредерик Буттуден | Том Беррен тренер: Marc Lerave-Alexandre        | ПЕЮ 2010            |
| 2010—11 | Жоффруа Венсан | Родольф Венсан    | Фредерик Буттуден | Louis Gaddi       | Том Беррен тренер: Гийом Венсан                 | ПЕЮ 2011 (11 место) |
| 2013—14 | Жоффруа Венсан | Гийом Венсан      | Родольф Венсан    | Фредерик Буттуден | Том Беррен тренер: Alain Contat                 | ЧЕ 2013 (9 место)   |
| 2014—15 | Жоффруа Венсан | Гийом Венсан      | Фредерик Буттуден | Родольф Венсан    |                                                 |                     |

(скипы выделены полужирным шрифтом)